# Haizea Barcenilla
Haizea Barcenilla García (Lezo, Guipúzcoa, 1981) es una gestora cultural española especializada en arte y género. Desarrolla su actividad en el País Vasco.

## Trayectoria profesional

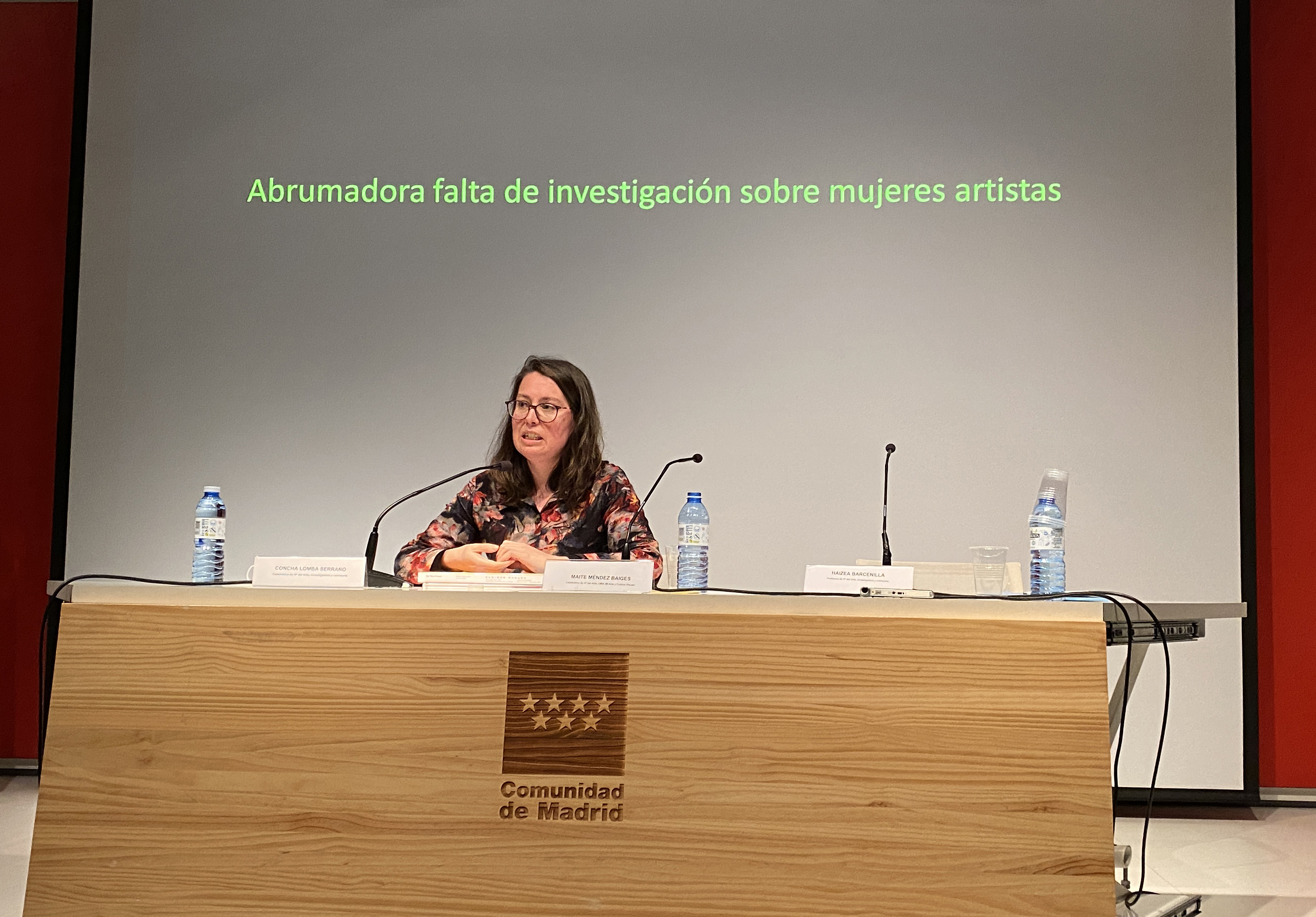
En su ponencia en el clclo Seguir con el problema, organizado en Madrid por MAV, Mujeres en las Artes Visuales en marzo del 2022

En el año 2022 participa en el ciclo de conferencias "Seguir con el problema" organizado por la revista M- Arte y Cultura Visual  de la Asociación Mav Mujeres en las Artes Visuales, celebrado en la Comunidad de Madrid.

## Publicaciones
-Estrategias translúcidas y contraimágenes: romper con la representación hegemónica
-Una doble necesidad: exponer la crítica.
En torno a la traducción pública.
Público, comisariado y educación: ¿Un triángulo equilátero?